# Hi no Tori 2772: Ai no Kosumozōn
Hi no Tori 2772: Ai no Kosumozōn (火の鳥2772 愛のコスモゾーン Chim lửa 2772: Cosmozone của Tình yêu) là bộ phim truyện anime khoa học viễn tưởng do Sugiyama Taku đạo diễn và Tezuka Osamu và Sugiyama viết kịch bản. Phim dựa trên loạt manga Hi no Tori của Tezuka.

## Cốt truyện
Hi no Tori 2772 lấy bối cảnh trong một tương lai xa xôi khi mà Trái Đất đang chết dần vì thiếu nguồn năng lượng và một môi trường chính trị sa ngã chứng kiến tất cả con người do máy tính tạo ra để đảm trách một số vai trò xã hội nhất định, màu sắc của đôi mắt xác định thứ hạng của đứa trẻ, từ phi công cho đến chính trị gia, v.v... Godo là một trong những đứa trẻ được nuôi dạy trở thành học viên sĩ quan và tiếp nhận sự chăm sóc của một robot hầu gái xinh đẹp tên là Olga. Sau khi nhận thấy những khả năng đặc biệt của anh, Rock, một ứng cử viên độc tài cho chức thủ tướng, đã chọn Godo để hoàn thành chương trình nghị sự của mình nhằm đi sâu vào không gian sâu và tóm lấy con Chim lửa bí ẩn, vì máu của nó sẽ chữa lành Trái Đất một cách rõ rệt (và chỉ thuộc về Thủ tướng Rock). Điều này cuối cùng đã chứng minh sẽ gây nên khó khăn cho Godo vì nhiều lý do, một phần vì anh có tình yêu thương thương muôn loài và chán ghét việc mình được đào tạo nhằm biến thành một thợ săn tàn bạo. Anh cũng phải bỏ lại người bạn thân thiết ở tuổi thiếu niên là Olga. Quan trọng nhất là anh được phép đi cùng với Rena, một "người con gái thuộc giới tinh hoa" và là vợ sắp cưới của Rock khi thứ hạng của anh bị cấm giao tiếp với một người phụ nữ như vậy.
Vì vi phạm quân lệnh, Godo bị tước quyền công dân và được đưa đến một trại cải tạo lao động ở Iceland là nơi có nguồn năng lượng lõi của Trái Đất đang được khai thác nhằm mục đích cứu vãn thế giới (nhưng gây ra nạn động đất và đẩy nhanh quá trình này). Trong cảnh bị giam cầm và đau lòng vì để mất Rena, anh tình cờ gặp được tiến sĩ Saruta, vị giáo sư uyên bác trong tù muốn khuyên bảo với chàng phi công trẻ, chỉ nhằm bí mật mưu tính với anh một kế hoạch bỏ trốn, tìm kiếm Chim lửa và cứu Trái Đất. Cuối cùng, Godo được Olga và Pincho (thú cưng của Rena đã giúp đỡ Olga bị thất lạc) giải cứu, và họ cùng nhau bay vào không gian.
Godo và phi hành đoàn của tàu vũ trụ cảm thấy họ hầu như không thể bắt nổi Chim lửa và nó biến thành nhiều hình dạng và kích cỡ kỳ quái, từ con rồng cho đến loài đỉa. Sau khi biết rằng Rena làm lễ thành hôn với Rock, Godo đã phải chịu cảnh khốn khổ từ tận đáy lòng và bỏ ngoài tai sự theo đuổi của Olga khi cô có dấu hiệu của tình yêu (và trước đây là sự ghen tuông) với Godo. Khi toàn bộ phi hành đoàn đều bị Chim lửa giết chết từng người một và bí mật về điểm yếu của nó tan biến trong lời trăn trối của Saruta trước lúc lâm chung thì Chim lửa cuối cùng đã tiêu diệt Olga bằng cách đốt cháy cô ấy cho đến chết, và Godo đành phải chịu thua. Khi anh ôm lấy Olga, mới kịp nhận ra rằng mình đã ích kỷ như thế nào đối với người bạn duy nhất trên thế giới này, Chim lửa đã bị khuất phục bởi sức mạnh của tình yêu và do đó làm cho chiếc tàu đổi thành hình dạng của thập tự giá giữa một thiên thần và một con công.
Ngạc nhiên vì tình yêu của Godo dành cho muôn loài, Chim lửa, nói với một giọng nữ là "cô ấy", có cảm tình với Godo và ban cho anh ước muốn hồi sinh Olga với điều kiện anh ta phải cho cô ấy bất cứ điều gì cô ấy muốn (không biết điều này có liên quan đến tình yêu xác thịt của anh và Chim lửa sở hữu cơ thể của Olga để hoàn thành di nguyện của cô). Sau khi được đoàn tụ với Olga và đi tới sống trên một hành tinh giả tưởng, Godo vẫn có cảm giác đối với Trái Đất đang dần hấp hối và quay trở lại với thực vật và các nguồn tài nguyên, chỉ để gặp Rock (và giờ đây là một Rena mãn nguyện và lẳng lơ) và rồi bị bắt giữ. Nhưng kế đó là hàng loạt trận động đất làm cho cả thế giới bị hủy diệt hoàn toàn, Rena chết trong lúc cố trốn lên tàu của Godo và Rock bị mù bởi một đợt phun trào dung nham. Godo trao lại cho Rock những lời nói cuối cùng của mình rồi anh và Olga xuất hiện như những người sống sót duy nhất, sau đó anh ta than thở rằng sự sống đã bị hủy hoại rất nhiều.
Cũng chính vào lúc đó mà Chim lửa đã tự mình xuất đầu lộ diện với Godo thông qua cơ thể của Olga và đưa ra lời đề nghị mong muốn trao lại mạng sống của nó để đổi lấy sự hồi sinh của Trái Đất và muôn loài. Sau màn đêm tối đen như mực bỗng biến thành bình minh rực rỡ và sau cái chết của Godo, số thương vong đều được tái sinh. Tiếp đến, Olga bèn đưa xác của Godo lên bờ và được giải thoát khỏi Chim lửa, chỉ để thi thể của cô (nằm bên cạnh Godo) biến đổi thành một con người thực sự. Chính Godo bỗng chốc hóa thành một đứa trẻ mới sinh, và được Olga với cơ thể của một con người mới nhận làm con mình.

## Lồng tiếng
- Takeshita Keiko lồng tiếng Chim lửa, một con chim thần thoại.
- Shiozawa Kaneto lồng tiếng Godo, một phi công.
- Miwa Katsue lồng tiếng Olga, nữ robot và bảo mẫu của Godo.
- Ikeda Shuichi lồng tiếng Rock, lãnh đạo chính trị và trưởng ban khoa học
- Fujita Toshiko lồng tiếng Rena, con gái của Lord Eat.
- Takahashi Kazue lồng tiếng Pincho; một người hầu ngoài hành tinh của Rena.

## Phát hành
Hi no Tori 2772 được phát hành tại Nhật Bản vào ngày 15 tháng 3 năm 1980 và được hãng Toho phân phối. Một phiên bản Mỹ của bộ phim đã được phát hành bởi Toho International Co., Ltd. với phần phụ đề tiếng Anh đầy đủ vào tháng 7 năm 1982. Bộ phim đã được phát hành lại cho video gia đình với cái tên Space Firebird chiếu trong 95 phút của Celebrity Home Video và sau đó được phát hành lại qua bản uncut bởi Best Film & Video Corp.

## Đón nhận
Variety đề cập đến bộ phim như là một "phim truyện khoa học viễn tưởng Nhật Bản giàu trí tưởng tượng với nét vẽ khá tốt". Cuộc duyệt xét cho biết rằng bộ phim nên được rút ngắn khoảng nửa giờ, với những cảnh liên quan tới âm nhạc của các vật nuôi, một số trình tự đuổi theo và sự kịch tính của Đại hồng thủy Trái Đất đã được rút ngắn hoặc cắt bỏ. Hoạt cảnh của phim khá là "hiện đại và thường xuyên có màu ngày, với một số góc cắt: nền tĩnh, các nhân vật lung linh và rực rỡ thay cho sự chuyển động nhẹ nhàng và liên tục." và "chính bản thân con chim lửa trở nên nổi bật trong các cảnh quay hành động trong những nhịp phim trơn tru sau đó, đáng thất vọng về mặt thiết kế và lạc lỏng trong thế giới tương lai."
Hi no Tori 2772 là phim đoạt giải Inkpot Award tại Hội nghị Hoạt hình San Diego năm 1980 và giải Animation Award tại Liên hoan phim Las Vegas lần thứ nhất năm 1980.